# Rivaliseringen mellem Manchester United F.C. og Leeds United A.F.C.
Rivaliseringen mellem Manchester United F.C. og Leeds United A.F.C., også kaldet Roses-rivaliseringen, er rivaliseringen mellem de to engelske fodboldklubber, Manchester United F.C. og Leeds United A.F.C.. Daily Telegraph skriver om rivaliseringen den mest intense og mest uforklarlige i engelsk fodbold.
Rivaliseringen opstod i det dybe fjendskab mellem de traditionelle amter, Lancashire og Yorkshire, som de to førende parter i War of the Roses, som løb fra 1455 til 1487. Selvom byerne Manchester og Leeds er mere ned 60 km. fra hinanden, og at begge klubber rivaliseringer med andre klubber, respekteres traditionen, og følelsen af fjendskab er altid tydelig. En uafhængig undersægelse fra 2003 bekræftede tendensen, at begge klubbers tilhængere finder rivaliseringen mellem disse to klubber som et af de største.